# منقارية سلزمانية
منقارية سلزمانية (الاسم العلمي:Rostraria salzmannii) هي نوع من النباتات يتبع جنس المنقارية من الفصيلة النجيلية.